# Grupa pułkownika Mieczysława Trojanowskiego
Grupa pułkownika Mieczysława Trojanowskiego – związek taktyczny Wojska Polskiego z okresu wojny polsko-bolszewickiej.

## Struktura organizacyjna
Skład w sierpniu 1920:
- dowództwo grupy
- 15 pułk piechoty mjr. Zaleskiego
- 22 pułk piechoty ppłk. Krok-Paszkowskiego
- I/9 pułku artylerii polowej
- 4/1 pułku strzelców konnych